# Epomophorus labiatus
Epomophorus labiatus — вид рукокрилих, родини Криланових.

## Поширення і стиль життя
Країни поширення: Бурунді, Камерун, Демократична Республіка Конго, Еритрея, Ефіопія, Кенія, Малаві, Мозамбік, Руанда, Судан, Танзанія, Уганда, Замбія. Він був записаний від низовини до висот понад 2000 м над рівнем моря. Пов'язаний з рідколіссям (в тому числі міомбо ліс), саванами, чагарниковими заростями, посушливими і напівпустельними пасовищами. Відпочиває в невеликих групах близько десятка тварин.

## Загрози та охорона
Як видається, немає серйозних загроз для цього виду в цілому. Деякі групи населення можуть виявитися під загрозою надмірного полювання для їжі. Цей вид був зареєстрований з багатьох природоохоронних територій.